# Arvid Böhlmark
Daniel Arvid Böhlmark, född 10 april 1841 i Järna socken, död 28 juni 1897 i Stockholm, var en svensk företagsledare och grundare av företaget Arvid Böhlmarks lampfabrik.
Böhlmark var åren 1859–1863 bruksbokhållare vid Lickanå bruk i Värmland. År 1864 flyttade han till Stockholm och blev handelsagent för Liljeholmens stearinfabrik. År 1872 öppnade han en butik för försäljning av fotogenlampor som då var något nytt på marknaden.
Verksamheten växte i omfattning. År 1886 köpte han fastigheten Högbergsgatan 21 på Södermalm i Stockholm där han som en av de första i Sverige startade industriell tillverkning av fotogenlampor.
Omkring år 1890 knöt Arvid Böhlmark kontakt med brukspatron C W Nyström på Pukebergs glasbruk. Efter studieresor i Sachsen och Böhmen började glasbruket tillverka lampglas och kupor till lampfabriken. Sedan Böhlmark år 1894 blev ägare till Pukebergs glasbruk blev fokuseringen på lampglas än mer intensivt. Då elektriskt ljus började tränga undan fotogenlamporna kom företaget att specialisera sig på elektrisk belysningsarmatur och blev snart en av de mest framstående aktörerna i Sverige.
Böhlmark var 1893–1897 ledamot av Stockholms stadsfullmäktige. Efter hans död ombildades hans firma till aktiebolag.
Arvid Böhlmark var son till kommissionslantmätaren Daniel Anton Böhlmark.